# Andromeda (Sternbild)

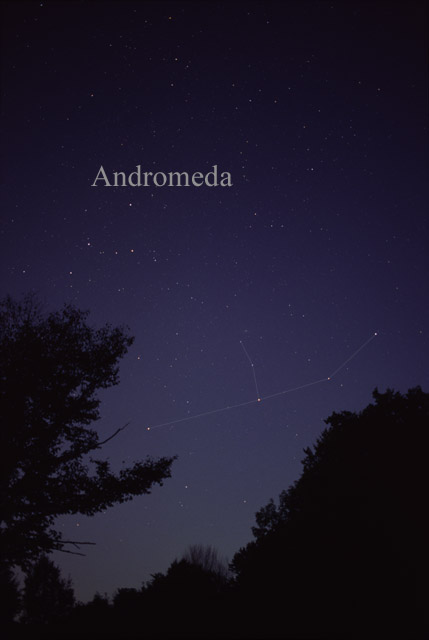
Das Sternbild, wie es mit dem bloßen Auge gesehen werden kann

Andromeda (von griechisch Ἀνδρομέδα Androméda) ist ein Sternbild des nördlichen Sternenhimmels. Es ist eines der bekannteren Sternbilder, da in dieser Region mit M 31, der Andromedagalaxie, die einzige mit bloßem Auge sichtbare Spiralgalaxie der lokalen Gruppe liegt.

## Beschreibung
Die Hauptsterne in Andromeda bilden eine Kette von Sternen. Ausgehend vom Rechteck des Pegasus liegen die drei hellsten Sterne Sirrah (α And), Mirach (β And) und Alamak (γ And) nahezu auf einer Linie.
Wie auch bei anderen Sternbildern gehören hier die sichtbaren Sterne zu unserer Galaxis, sie sind nicht weiter als etwa 1300 Lichtjahre entfernt. Unter günstigen Bedingungen ist etwa 10° nördlich von {\displaystyle \delta } Andromedae ein schwach leuchtender Nebelfleck zu erkennen, auch als Andromedanebel bekannt. Die Entfernung zum Andromedanebel, der Galaxie M 31, ist mit rund 2,5 Millionen Lichtjahren wesentlich größer.

## Mythologie
Andromeda, die einzige Tochter des äthiopischen Königs Kepheus (→Sternbild) und der Kassiopeia (→Sternbild), sollte einem Meeresungeheuer – dem Walfisch (→Sternbild) – geopfert werden, das ausgesandt worden war, um die Eitelkeit ihrer Mutter zu strafen. Kassiopeia hatte behauptet, selbst die Nereiden an Schönheit zu übertreffen. Die so Geschmähten wandten sich an den Meeresgott Poseidon, der das Untier Ketos aussandte, das die Küste von Kepheus’ Reich verwüstete. Nur durch das Opfer der Andromeda könnte, so ein Orakel, das Ungeheuer besänftigt werden. Als Andromeda, an einen Felsen gekettet, ihr Schicksal erwartete, erschien der mit Flügelschuhen bestückte Held Perseus (→Sternbild), tötete das Untier mit dem Schwert und nahm die von ihm geforderte Andromeda zur Frau. In Erzählungen aus der Spätantike bzw. dem späten Mittelalter reitet Perseus auf dem geflügelten Hengst Pegasus (→Sternbild) und tötet das Ketos mit dem Blick des abgeschlagenen Medusa-Kopfes (→Die Andromedasage im Wandel der Zeit).

## Geschichte
Die Andromeda ist eines der 48 klassischen Sternbilder der Antike, die von Ptolemäus beschrieben wurden.
Zuvor erscheint sie als Andromede (’Ανδρομέδη) in den Phainomena des Aratos von Soloi, mit dem heute geläufigen Namen bei Eratosthenes und Hipparchos. Eratosthenes und Hyginus zufolge wurde Andromeda von Minerva unter die Sterne versetzt, als Lohn für ihre Treue zu Perseus, die sich dadurch erwies, dass sie Perseus folgte und es ablehnte, bei ihren Eltern zu bleiben. Bis zur Festsetzung der modernen Grenzen der Sternbilder galt der helle Stern Sirrah (α And) zugleich als Kopf der Andromeda und als Nabel des Pegasus. Sowohl Eratosthenes als auch Hyginus verweisen auf die (verlorene) Andromeda des Euripides.
Weitere Namen des Sternbildes bzw. Umschreibungen bei lateinischen Autoren sind mulier catenata („die angekettete Frau“, im Englischen heute noch Chained Lady oder Chained Woman), virgo devota („die zum Opfer geweihte Jungfrau“) bei Germanicus, pesti devota futurae („die dem bevorstehenden Untergang Geweihte“) bei Vergil, Persea („Frau des Perseus“), Cepheis nach dem Vater bei Germanicus und Manilius, Carens omnino viro („die ohne jeden Mann“) bei Abraham bar Chija oder quae non vidit virum oder maritum („die keinen Mann oder Gatten gesehen hat“).
In der Interpretation Philipp von Zesens im Coelum astronomico-poeticum (1662) schließlich sei in dem Sternbild die biblischen Abigajil zu sehen und die christliche Interpretation im Coelum Stellatum Christianum (1627) des Julius Schiller deutet das Sternbild um zum Sepulcrum Christi, zum „Grab Christi“.
In der arabischen Astronomie erscheint das Sternbild entweder als „angekettete Frau“ (arabisch al-Mar'ah al-Musalsalah), allerdings anders als in westlichen Darstellungen vollständig bekleidet, oder aber als das „angekettete Meerkalb“ (von Bayer zu Vitulus marinus catenatus latinisiert), wobei die Kette das Meerkalb mit den Fischen verbindet.

## Himmelsobjekte

### Sterne
Siehe auch: Liste von Sternen im Sternbild Andromeda
| B    | F  | HR       | Namen, andere Bezeichnungen | m           | Lj     | Spektralklasse   |
| ---- | -- | -------- | --------------------------- | ----------- | ------ | ---------------- |
| α    | 21 | 15       | Sirrah, Alpheratz           | 2,06        | 97     | B8 IV            |
| β    | 43 | 337      | Mirach, Merak, Al Mizar     | 2,07        | 199    | M0 IIIa          |
| γ1,2 | 57 | 603, 604 | Alamak, Almach              | 2,26        | 355    | K3 / B9 / B9     |
| δ    | 31 | 165      | Delta Andromedae            | 3,27        | 103    | K3 III           |
| 400  | 51 | 464      | Ypsilon Persei              | 3,59        | 174    | K3 III           |
| ο    | 1  | 8762     | Omikron Andromedae          | 3,62        | 351    | B6 III           |
| λ    | 16 | 8961     | Lambda Andromedae           | 3,81        | 85     | G8 III-IV        |
| μ    | 37 | 269      | My Andromedae               | 3,87        | 122    | A5 V             |
| ζ    | 34 | 215      | Zeta Andromedae             | 3,92 – 4,14 | 181    | K1 III           |
| υ    | 50 | 458      | Titawin, Ypsilon Andromedae | 4,1         | 44     | F8 V             |
| κ    | 19 | 8976     | Kappa Andromedae            | 4,15        | 170    | B9 IV            |
| φ    | 42 | 335      | Phi Andromedae              | 4,25        | 717    | B6 IV + B9 V     |
| ι    | 17 | 8965     | Iota Andromedae             | 4,29        | 507    | B8 V             |
| ε    | 30 | 163      | Epsilon Andromedae          | 4,34        | 169    | G7 III           |
| π    | 29 | 154      | Pi Andromedae               | 4,36        | 577    | B5 V + B5 V      |
| η    | 34 | 271      | Eta Andromedae              | 4,42        | 260    | G8 IIIb          |
| σ    | 25 | 68       | Sigma Andromedae            | 4,52        | 140    | A2 V             |
| 400  | 7  | 8830     | 7 Andromedae                | 4,52        | 81     | F1 V             |
| ν    | 35 | 226      | Ny Andromedae               | 4,53        | 564    | B5 V + F8 V      |
| θ    | 24 | 63       | Theta Andromedae            | 4,61        | 173    | A2 V             |
| 400  | 3  | 8780     | 3 Andromedae                | 4,64        | 189    | K0 IIIb          |
| 400  | 65 | 699      | 65 Andromedae               | 4,71        | 427    | K4.5 III         |
| 400  | 58 | 620      | 58 Andromedae               | 4,78        | 189    | A5 IV-V          |
| 400  | 8  | 8860     | 8 Andromedae                | 4,82        | 573    | M2.5 III         |
| ω    | 48 | 417      | Omega Andromedae            | 4,83        | 94     | F3V + F5 V       |
| b    | 60 | 643      | 60 Andromedae               | 4,84        | 620    | K4 III           |
| ξ    | 46 | 390      | Adhil                       | 4,9         | 196    | K0 IIIb          |
| τ    | 53 | 477      | Tau Andromedae              | 4,94        | 682    | B5 III           |
| ψ    | 20 | 9003     | Psi Andromedae              | 4,95        | 2000   | G5 Ib + B9/A0 IV |
| χ    | 52 | 469      | Chi Andromedae              | 5,01        | 264    | G8 III           |
| 400  | 22 | 27       | 22 Andromedae               | 5,04        | 1500   | F5 Ib-II         |
| 400  | 41 | 324      | 41 Andromedae               | 5,04        | 198    | A3m              |
| 400  | 2  | 8766     | 2 Andromedae                | 5,09        | 454    | A1 V             |
| ρ    | 27 | 82       | Rho Andromedae              | 5,18        | 164    | F5 IV-V          |
| 400  | 14 | 8930     | Veritate                    | 5,22        | 249,18 | K0 III           |

Beta Andromedae ist ein 200 Lichtjahre entfernter Roter Riese mit dem dreißigfachen Durchmesser unserer Sonne. Der Name Mirach ist arabischen Ursprungs und bedeutet so viel wie „die Lenden“.

### Doppelsterne
| System | m               | Abstand |
| ------ | --------------- | ------- |
| α      | 2,1 / 11,8      |         |
| γ      | 2,2 / 5,0 / 5,5 | 9,6″    |
| π      | 4,4 / 7,1       | 36″     |
| 56 And | 5,7 / 5,9       | 200″    |
| 59     | 6,0 / 6,5       | 16,6″   |

Der hellste Stern in der Andromeda ist Sirrah (α Andromedae). Ursprünglich wurde er dem Sternbild Pegasus zugerechnet und trug die Bezeichnung δPegasi. Es handelt sich um ein Doppelsternsystem in 97 Lichtjahren Entfernung. Der bläulich-weiß leuchtende Hauptstern besitzt die 110-fache Leuchtkraft unserer Sonne. Er ist ein veränderlicher Stern vom Typ Alpha²-Canum-Venaticorum. Er wird von einem lichtschwachen Begleitstern der 11. Größenklasse begleitet.
Die arabischen Namen Alpheratz und Sirrah leiten sich von surrat al-faras ab und bedeuten „der Nabel des Rosses“ (mit dem Ross ist Pegasus gemeint).
γ Andromedae ist ein 355 Lichtjahre entferntes Dreifachsternsystem. Der orange leuchtende Hauptstern besitzt den achtzigfachen Durchmesser und die 2.000-fache Leuchtkraft unserer Sonne. Er wird von zwei bläulichen Sternen der 5. Größenklasse begleitet, die sehr eng zusammenstehen. In einem mittleren Teleskop kann das System in zwei Sterne aufgelöst werden. Dabei zeigt sich ein sehr schöner Farbkontrast zwischen dem gelben Hauptstern und den bläulichen Begleitsternen, die im Teleskop nicht getrennt werden können. Der arabische Name Alamak bedeutet „Wüstenluchs“.
Das 250 Lichtjahre entfernte System 56 And besteht aus zwei Sternen der Spektralklassen K0 und K4. Das System weist von der Erde aus einen weiten Abstand von 200 Bogensekunden auf und kann bereits im Fernglas als Doppelstern erkannt werden.
59 And besteht aus zwei Sternen der Spektralklassen B9 und A1. Das System ist 300 Lichtjahre von der Sonne entfernt.

### Veränderliche Sterne
| Stern | m             | Periode       | Typ                                 |
| ----- | ------------- | ------------- | ----------------------------------- |
| α     | 2,02 bis 2,06 | 23,19 Stunden | kurzperiodisch Veränderlicher       |
| λ     | 3,69 bis 3,97 | 54,2 Tage     | RS-Canum-Venaticorum-Stern          |
| ζ     | 3,92 bis 4,14 | 54,2 Tage     | RS-Canum-Venaticorum-Stern          |
| R     | 5,8 bis 15,2  | 409 Tage      | Mirastern                           |
| Z     | 7,7 bis 11,3  | unregelmäßig  | Z-Andromedae-Stern                  |
| QR    | 11,4 bis 13,2 | unregelmäßig  | Superweiche Röntgenquelle           |
| V428  | 5,13 ± 0,06   | 11,5 Tage     | Halbregelmäßig veränderlicher Stern |

R Andromedae ist ein veränderlicher Stern vom Typ Mirastern, der über einen Zeitraum von 409 Tagen seine Helligkeit ändert. Im Maximum erreicht er eine Helligkeit von 5,8m und kann unter günstigen Bedingungen gerade noch mit bloßem Auge wahrgenommen werden. Im Minimum sinkt seine Helligkeit auf 15,2m ab. Um ihn dann zu beobachten, benötigt man ein größeres Teleskop.

### Messier- und NGC-Objekte
| Messier (M) | NGC  | sonstige | Größe | Typ                  | Name              |
| ----------- | ---- | -------- | ----- | -------------------- | ----------------- |
| 31          | 224  |          | 4m    | Galaxie              | Andromedanebel    |
| 32          | 221  |          | 8     | Galaxie              |                   |
| 110         | 205  |          | 8     | Galaxie              |                   |
|             | 404  |          | 10,0  | Galaxie              |                   |
|             | 752  |          | 5,7   | Offener Sternhaufen  |                   |
|             | 891  |          | 10    | Galaxie              |                   |
|             | 7640 |          | 11    | Galaxie              |                   |
|             | 7662 |          | 8,5   | Planetarischer Nebel | Blauer Schneeball |
|             | 7686 |          | 5,6   | Offener Sternhaufen  |                   |

M31, der Andromedanebel, ist mit einer Entfernung von etwa 2,5 Millionen Lichtjahren die nächste große Spiralgalaxie. Sie kann bereits mit bloßem Auge als nebliger Fleck wahrgenommen werden und ist wahrscheinlich seit alters her bekannt. Im Fernglas erscheint sie als ausgedehnter, länglicher Nebel. In Teleskopen mit größerer Öffnung (ab 15 cm) werden Sternkonzentrationen und dunkle Staubbänder sichtbar.
M32 ist eine kleinere Begleitgalaxie des Andromedanebels. Im Fernglas und im kleineren Teleskop erscheint sie sternförmig.
M110 ist eine weitere Begleitgalaxie des Andromedanebels. Sie erscheint im Fernglas und im Teleskop als länglicher, nebliger Fleck. Entdeckt wurde sie 1773 von Charles Messier.
Der 1500 Lichtjahre entfernte offene Sternhaufen NGC 752 wurde 1786 von Wilhelm Herschel entdeckt. Er ist bereits mit bloßem Auge als nebliger Fleck erkennbar. Im Fernglas kann er gut in 20 bis 30 Sterne aufgelöst werden.
Die 40 Millionen Lichtjahre entfernte Spiralgalaxie NGC 891 wurde 1783 von Karoline Herschel entdeckt. Von der Erde aus sehen wir die Galaxie in Kantenlage, so dass sie als länglicher Nebel erscheint. In größeren Teleskopen wird ein zentrales Staubband sichtbar.
Der planetarische Nebel NGC 7662 wurde 1784 von Wilhelm Herschel entdeckt. Es handelt sich um den Überrest eines Sterns in etwa 4.000 Lichtjahren Entfernung. In kleineren Teleskopen erscheint er als runder, nebliger Fleck. In einem Teleskop ab zehn Zentimeter Öffnung erscheint das Objekt als „Rauchring“.

## Galerie

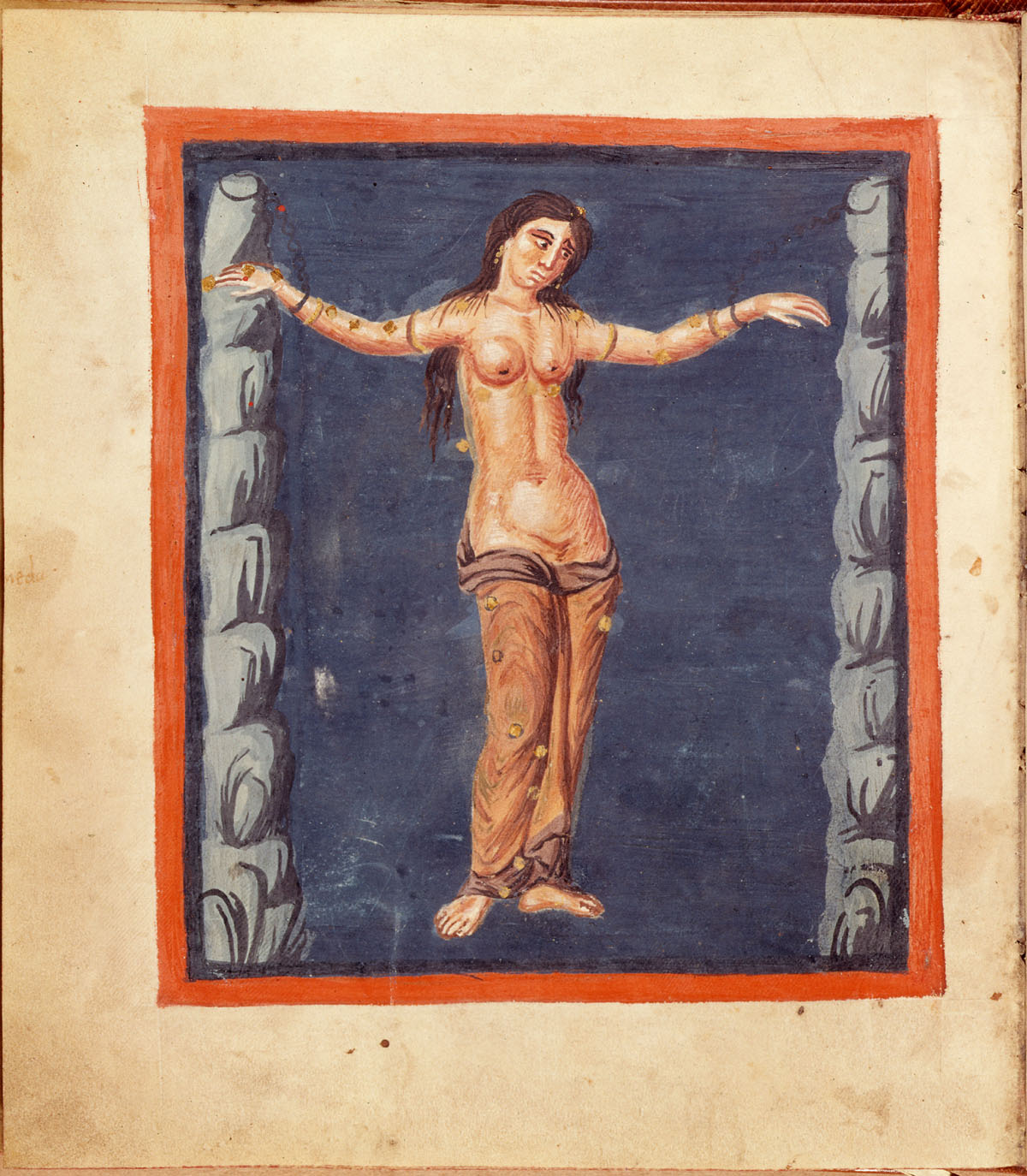
Andromeda in einer mittelalterlichen Illustration der Leidener Aratea (9. Jh.)
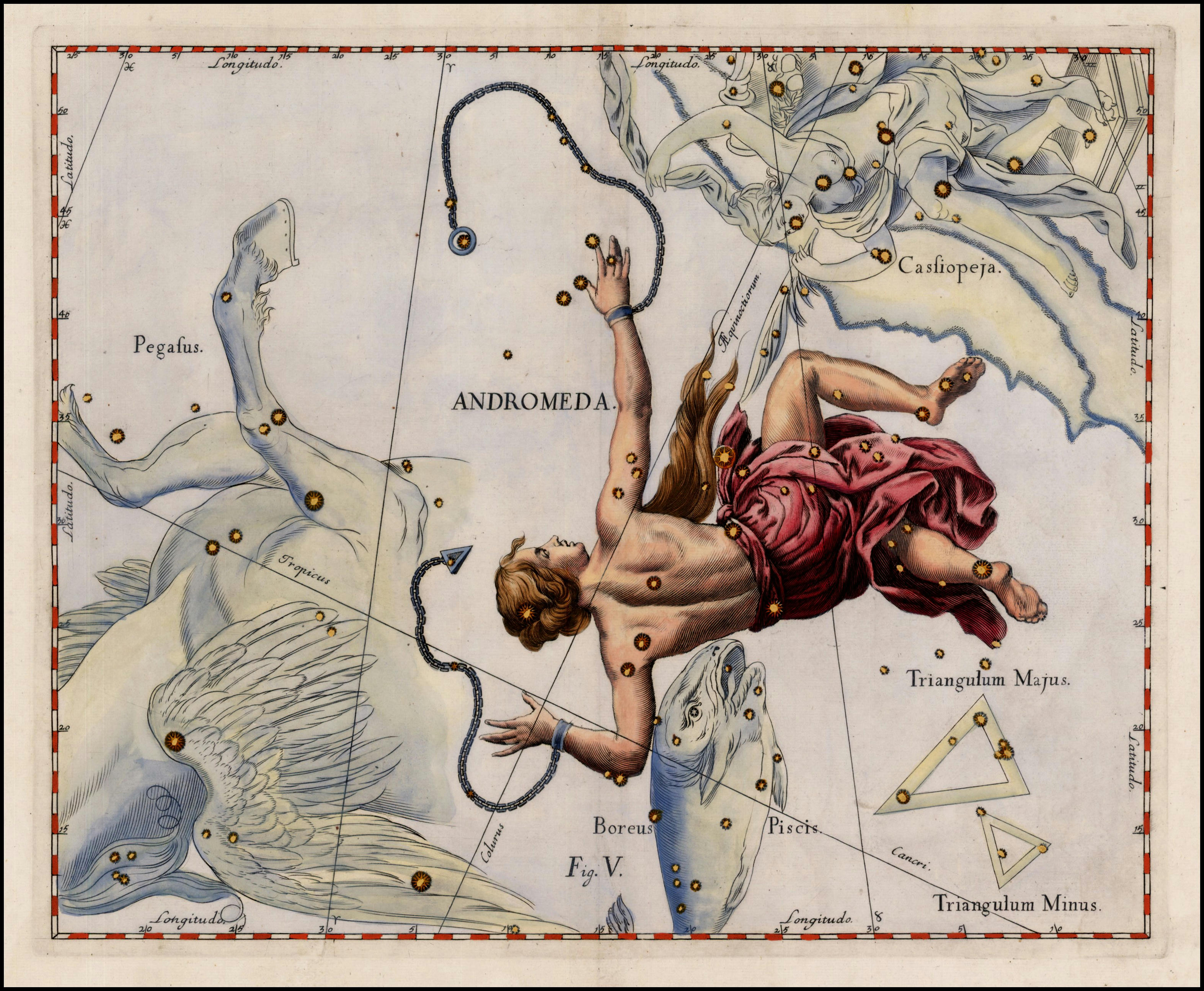
Andromeda in der Uranographia des Johannes Hevelius (1687)